# اسکای ایرلاین
اسکای ایرلاین (به انگلیسی: Sky Airline) یک شرکت هواپیمایی با کد یاتا H2 است که در تاریخ ۲۰۰۱ میلادی تأسیس شده است. دفتر مرکزی اسکای ایرلاین در سانتیاگو، شیلی واقع شده‌است و قطب این شرکت هواپیمایی در فرودگاه بین‌المللی کومودورو ارتورو مرینو بنیتز قرار دارد و به ۲۰ مقصد، پرواز انجام می‌دهد.